# Kobori Enshū
Kobori Masakazu (小堀政一, 1579-12 mars 1647), dit Kobori Enshū, est un daimyo, célèbre architecte et maître de thé de l'époque d'Edo.
Fils de Kobori Masatsugu, (1540-1604), premier daimyo du château de Bitchū Matsuyama, compagnon d'armes des Tokugawa et magistrat de la province de Bitchū, il hérite des domaines et charges de son père puis grimpe dans la hiérarchie administrative du shogunat accédant au statut d'intendant du shogun et ajoutant les provinces de Kawachi et Omi à ses magistratures, puis Fushimi, lui donnant la responsabilité des villes de Kyoto Osaka et Nara. C'est là qu'il fréquente plusieurs personnalités politiques et artistiques de l'époque et est engagé dans divers travaux pour le compte du shogunat et de divers monastères. Il est l'auteur des principaux bâtiments et jardins de thé des palais de Sento, villa Katsura, des temples Kōdai-ji et Kohoan, du sanctuaire Tōshōgū et du jardin adjacent du Konchi-in de Kyoto, des châteaux de Sunpu, de Nagoya, de Bitchū Matsuyama (fief familial), de Fushimi, du palais de Nijō et du château d'Osaka.
Maître de thé reconnu, ancien élève de Furuta Oribe dont il prend la suite en tant que maître de thé principal du pays à la mort de ce dernier, il fut notamment le professeur du shogun Tokugawa Iemitsu, et fonda l'école Enshu de cérémonie du thé (ja), qui existe encore, mais aussi un sous-genre de Shigaraki-yaki.